# Lenka Šindelářová
Lenka Šindelářová, češka igralka in pevka, * 27. junij 1955 Plzen, Češkoslovaška.
Bila je prva žena pokojnega basista in soustanovitelja glasbene skupine Katapult Jiříja Šindelářa, s katerim ima sina Michala (* 1982). Igrala je v seriji Ambulanta in Zavarovalnica sreče. Nastopala je tudi v serijah Čundrcountryshow, Countryvariete, Panoptikum Ivan Mládek, Cyránův ostrov in Noha 22 glasbenika Ivana Mládka, hkrati pa je članica njegove glasbene skupine Banjo Band.